# Yasmine Etemad-Amini

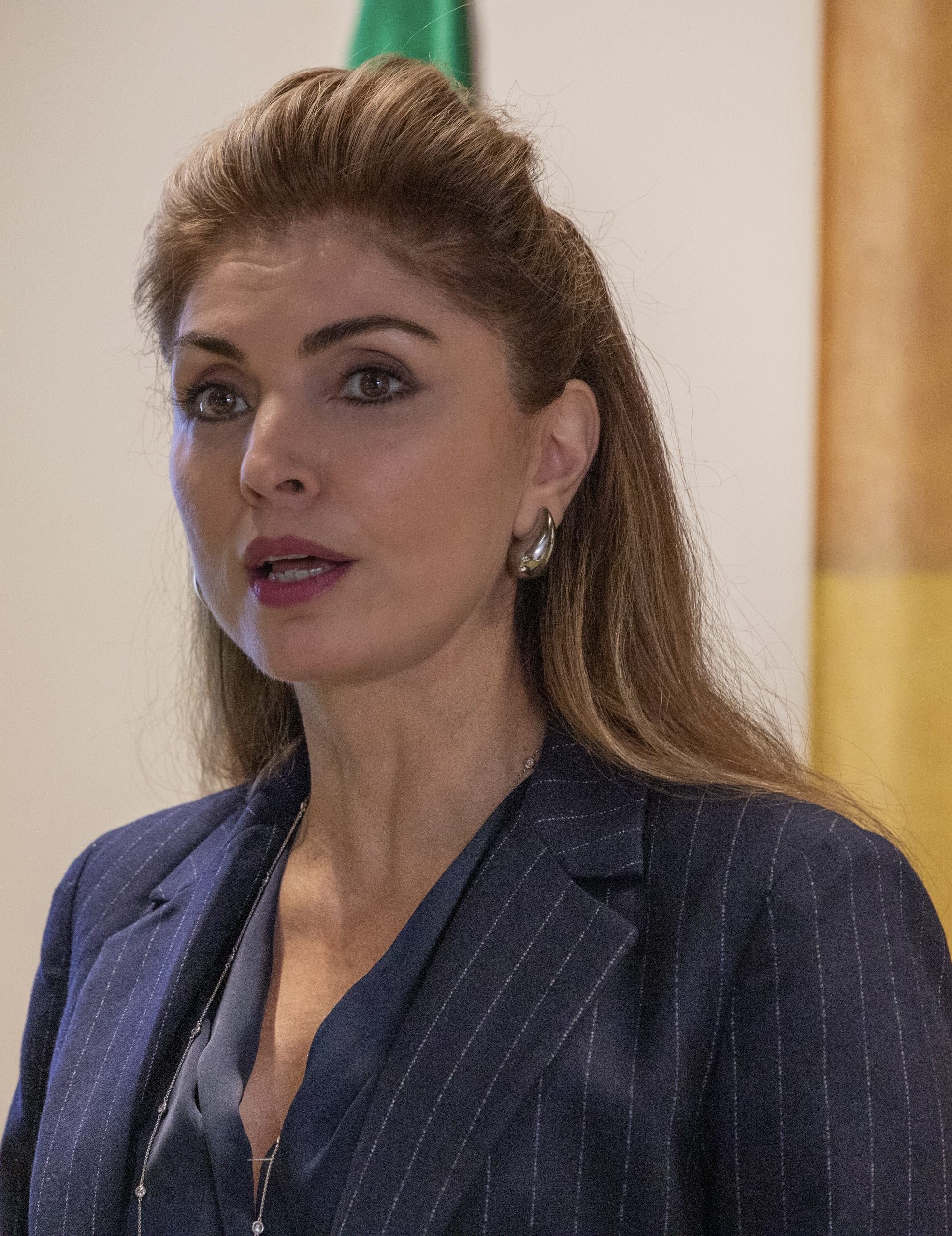
Yasmine Etemad-Amini nel 2023

Yasmine Etemad-Amini (in persiano اعتماد امینی‎; Teheran, 26 luglio 1968) è un'attivista e avvocata iraniana naturalizzata statunitense. Moglie del pretendente al trono di Persia, Reza Pahlavi, è pertanto nota anche come Yasmine Pahlavi.

## Biografia
Ha frequentato l'istituto privato Tehran Community School nella capitale persiana sino a quando le crescenti tensioni alla fine degli anni Settanta costrinsero la sua famiglia, di forti sentimenti filomonarchici, a lasciare definitivamente il Paese. Yasmine dal 1979 vive negli Stati Uniti d'America. Si è laureata in Scienze Politiche alla George Washington University, ottenendo poi anche un dottorato.
Ha lavorato per dieci anni come procuratore legale presso il Children's Law Center di Washington in rappresentanza dei diritti dei giovani a rischio e delle persone svantaggiate. Membro del Maryland Bar Association, è stata anche uno dei creatori della Fondazione per i bambini dell'Iran, il cui scopo era e rimane quello di fornire servizi di assistenza sanitaria a bambini iraniani o di origine iraniana, indipendentemente da ogni razza, colore, credo, appartenenza politica. L'11 febbraio 2014 ha rassegnato le dimissioni dal suo ruolo di leader e da ogni incarico nella Fondazione.
Il 27 novembre 2018 ha comunicato di essere affetta da un tumore al seno.
Risiede a Potomac con Reza Pahlavi, da lei sposato nel 1986. La coppia ha tre figlie: Noor, Iman e Farah.